# Nowy Dwór (Nieboczowy)
Nowy Dwór – nieistniejąca część wsi Nieboczowy w Polsce, położona w województwie śląskim, w powiecie wodzisławskim, w gminie Lubomia. Została zlikwidowana wraz z tzw. Starymi Nieboczowami podczas budowy zbiornika przeciwpowodziowego.
W latach 1975–1998 miejscowość administracyjnie należała do województwa katowickiego.